# Druhá vláda Theresy Mayové
Druhá vláda Theresy Mayové byla utvořena 11. června 2017 poté, co britská královna Alžběta II. pověřila vůdkyni Konzervativní strany Theresu Mayovou sestavením vlády po parlamentních volbách v červnu 2017. Konzervativní strana v nich nezískala potřebný počet křesel k sestavení jednobarevného kabinetu, ve výsledku tak vznikla menšinová vláda.
Dne 9. června 2017 oznámila Theresa Mayová svůj záměr o sestavení menšinové vlády, která by byla závislá na podpoře Demokratické unionistické strany. Definitivní souhlas obou stran byl podepsán 26. června 2017. Vládu opustilo 60 členů včetně 16 ministrů kabinetu (z toho 42 v důsledku sporů o brexit). 
Vláda ukončila svou činnost 24. července 2019 po rezignaci premiérky Mayové. Nahradil ji kabinet vůdce konzervativců Borise Johnsona.